# Carin Göring
Carin Göring, cuyo nombre de nacimiento era Carin Axelina Hulda Fock (Estocolmo, Suecia, 21 de octubre de 1888-ibídem, 17 de octubre de 1931), fue la primera esposa de Hermann Göring.

## Biografía
Carin Axelina Hulda Fock nació en Estocolmo en 1888. Su padre, el barón Carl Alexander Fock, era un coronel del Ejército sueco, procedente de una familia que había emigrado allí desde Westfalia. Su madre, cuyo nombre de soltera era Huldine Beamish, nació en 1860 en el seno de una familia irlandesa famosa por elaborar la stout de Beamish and Crawford en Cork. Su tatarabuelo, William Beamish, había sido uno de los fundadores de la compañía, mientras que su abuelo había servido en los Coldstream Guards británicos. La abuela materna de Carin había fundado una hermandad religiosa privada, la Sociedad Edelweiss. 
Carin era la cuarta de cinco hermanas: Fanny von Wilamowitz-Moellendorff (1882-1956), Mary von Rosen (1886-1967), Elsa y Lily. Mary estaba casada con el conde Eric von Rosen, uno de los miembros fundadores del partido político Nationalsocialistiska Blocket.
Pasó a llamarse Carin von Kantzow al contraer matrimonio en 1910 con el oficial del ejército sueco Nils von Kantzow. El único hijo de ambos, Thomas, nació en 1913.
En 1920, cuando se encontraba lejos de su marido, Carin conoció a Hermann Göring en el castillo de Rockelstad. Cuatro años más joven que ella, estaba en Suecia trabajando como piloto comercial de la aerolínea Svensk Lufftrafik y había acudido al castillo para llevar al conde Eric von Rosen, el esposo de su hermana María. Göring se enamoró de Carin y comenzó a verla en Estocolmo, pese a que, algo escandaloso para la época, ella estaba casada y tenía un hijo joven. Esta se divorció del conde en diciembre de 1922 y se casó con Göring el 3 de enero de 1923.
Tras su boda, los Göring vivieron primero en una casa en los suburbios de Múnich. Carin siguió los pasos de su marido y se afilió al Partido Nazi. Cuando este resultó gravemente herido en la ingle, en una marcha junto a Hitler durante el Putsch de la Cervecería de noviembre de 1923, Carin se lo llevó a Austria y después a Italia, lugares en los que se encargó de sus cuidados. Goebbels usó su amor romántico para alimentar la máquina propagandística y los llevó de gira por todo el país para incrementar la popularidad del Partido.
Carin sufrió de tuberculosis cuando tenía alrededor de 40 años. El fallecimiento de su madre, Huldine Fock, de manera inesperada el 25 de septiembre de 1931 la impactó de gran manera. Aunque su salud aún era frágil, viajó a Suecia para asistir al funeral. Al día siguiente, sufrió un ataque al corazón en Estocolmo. Al llegar a sus oídos las noticias, Göring se desplazó hasta el lugar y estuvo con ella hasta su fallecimiento por paro cardíaco, el 17 de octubre de 1931.
Fanny, la hermana mayor de Carin, escribió, tras su fallecimiento, una biografía que se convirtió rápidamente en un éxito de ventas en Alemania. Para 1943, había vendido ya 900 000 copias.
La muerte de Carin fue un duro golpe para Göring. En 1933, comenzó a construir un pabellón de caza, que se convertiría después en su residencia principal, y al que bautizó como Carinhall en honor a su esposa fallecida. Ordenó reenterrar su cuerpo en ese terreno, previo funeral al que asistió Adolf Hitler. Göring rellenó el lugar de fotos de Carin, de la misma manera que hizo con su piso de Berlín, donde creó un altar en su memoria; lo mantuvo incluso después de casarse de nuevo en 1935. Según las tropas soviéticas avanzaban, Göring ordenó la demolición de Carinhall en 1945.
Tras la contienda, la familia Fock recuperó unos restos que se creía que pertenecían a Carin; los incineraron y los volvieron a enterrar en Suecia. En 1991 se encontraron otros restos que podrían pertenecer a la sueca y se enviaron a Suecia para proceder a su identificación. Las pruebas apuntaban a que estos son los verdaderos restos, por lo que se volvieron a enterrar.